# Воздушный флот правительства Германии
Воздушный флот правительства Германии (нем. Flugbereitschaft des Bundesministeriums der Verteidigung) — специальное подразделение военно-воздушных сил бундесвера, которое обеспечивает транспортировку государственных деятелей ФРГ.

## Первый канцлер
30 марта 2011 года авиакомпания Lufthansa передала в правительственный авиапарк Германии самолёт Airbus A340. Самолёт, названный в честь первого канцлера ФРГ Конрада Аденауэра, десять лет летал по маршрутам авиакомпании Lufthansa. Теперь его переоснастили и передали под правительственные нужды.
На «Конраде Аденауэре» глава немецкого правительства Ангела Меркель летала и раньше. Но, по сравнению с видавшим виды предшественником А310, который достался правительству воссоединившейся Германии в 1990 году в наследство от прекратившей своё существование авиакомпании ГДР Interflug, новый «первый канцлер» значительно просторнее, комфортабельнее, современнее и безопаснее.

## Правительственный флот
Флагман правительственного авиафлота рассчитан на 143 пассажира. В прежнем было только 91 посадочное место. На борту имеются апартаменты для первого лица – со спальней, душем и оборудованным видеосвязью рабочим кабинетом, конференц-зал, специальное звукоизолированное помещение для конфиденциальных разговоров. Самолёт также оборудован системой «свой-чужой», противоракетной защитой и дополнительными баками для горючего.
Без дозаправки «Конрад Аденауэр» может пролететь 13'500 километров, что позволяет совершить беспосадочный перелёт из Берлина в Вашингтон, Пекин и даже Рио-де-Жанейро.
По своим размерам и оснащению обновленный «Аденауэр» приближается к "Air Force One" – самолёту Boeing 747, которым пользуется американский президент. Самолёт Обамы чуть побольше, но вмещает вдвое меньше пассажиров – 70.
В 2010 году в правительственный авиапарк поступили два небольших А319 на 44 пассажира каждый – для внутренних перелётов. 
На дальние расстояния будут летать «Конрад Аденауэр» и его «близнец» «Теодор Хойс», названный в честь бывшего президента ФРГ. «Теодора Хойса» обещают сдать в эксплуатацию летом 2011 года. На небольшие расстояния немецкие политики будут летать на компактных лайнерах Global 5000 фирмы Bombardier, рассчитанных всего на 12 пассажиров. Списанные старые машины будут проданы на аукционе.
Управляет правительственным авиапарком специальное подразделение военно-воздушных сил бундесвера – Flugbereitschaft. Это подразделение входит в состав Военно-воздушных сил Германии. Около тысячи прикреплённых к нему военнослужащих не только обеспечивают транспортировку государственных деятелей ФРГ, но при необходимости могут доставить к месту назначения военнослужащих и оборудование, а также могут в случае необходимости быть быстро переоборудованы в летающие лазареты.

## Состав
- 82+01 Eurocopter AS 532
- 82+02 Eurocopter AS 532
- 82+03 Eurocopter AS 532
- 14+01 Bombardier Global 5000
- 14+02 Bombardier Global 5000
- 14+03 Bombardier Global 5000
- 14+04 Bombardier Global 5000
- 15+01 Airbus A319-133X CJ
- 15+02 Airbus A319-133X CJ

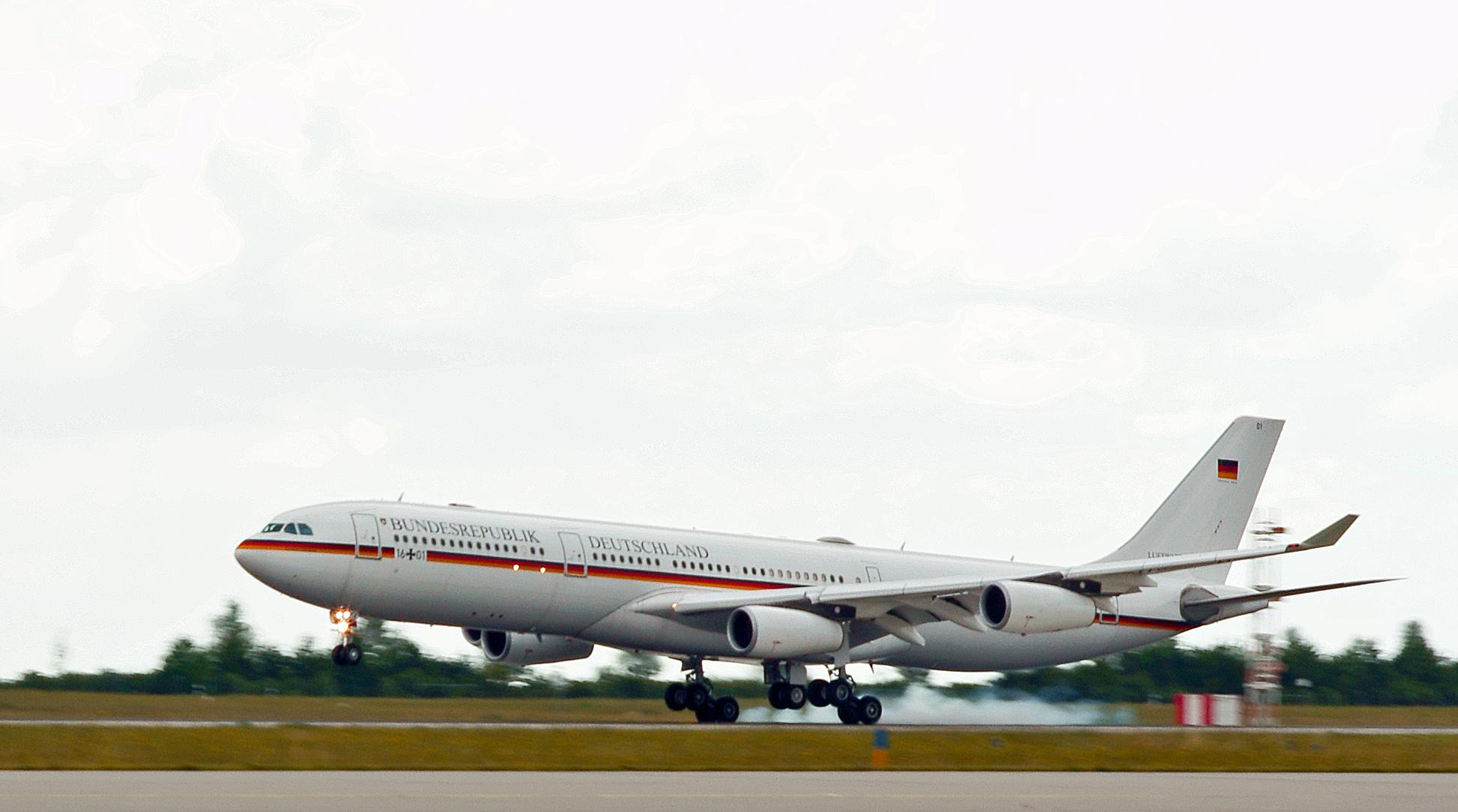
Airbus A340-313X VIP «Конрад Аденауэр»

- 16+01 Airbus A340-313X VIP «Конрад Аденауэр»
- 16+02 Airbus A340-313X VIP «Теодор Хойс»
- 17+01 Airbus A350-941 VIP
- 17+02 Airbus A350-941 VIP
- 17+03 Airbus A350-941 VIP